# 厄巴納 (馬里蘭州)
厄巴納（英語：Urbana）是位於美國馬里蘭州弗雷德里克縣的一個普查規定居民點。

## 人口
根據2020年美國人口普查的數據，厄巴納的面積為20.17平方千米，當中陸地面積為20.13平方千米，而水域面積為0.04平方千米。當地共有人口13304人，而人口密度為每平方千米659.59人。